# Halit Akçatepe
Halit Akçatepe, född 1 januari 1938 i Üsküdar, död 31 mars 2017 i Istanbul, var en turkisk skådespelare.
Akçatepe började sin skådespelarkarriär tidigt redan när han var fem år gammal i filmen Dertli Pınar (1943) och gjorde flera framträdanden i andra filmer i vissa underordnade roller. Han var son till skådespelaren Sıtkı Akçatepe.
Han studerade i franska skolan Saint Benoît French Secondary School i Istanbul. År 1956 gjorde han en värvning i militären och stannade där ett och ett halvt år innan han återvände till skådespeleri. Akçatepe blev ett känt namn för sina roller i Ah Nerede Vah Nerede 1960 och filmerna Yasak, Gündoğarken och Semaya Baktım Seni Gördüm 1963. Han medverkade även i komedifilmen år 1975 Hababam Sınıfı och sedan dess uppföljarna, Hababam Sınıfı Sınıfta Kaldi, Hababam Sınıfı Dokuz Doğuruyor och Hababam Sınıfı Tatilde.